# Османское кафе
Османское кафе было своеобразным культурным учреждением Османской империи с середины 16 века. 
Эти кафе объединяют различные социальные группы всего общества в образовательных, социальных и политических целях и, прежде всего, для обмена информацией. Популярность этих кафе привлекла внимание османских властей, и их регулярно посещали правительственные шпионы, чтобы прощупать общественное мнение.
В начале 18 века, после окончания Великой Турецкой войны и с установлением дипломатических отношений с Россией, османские кафе постепенно стали местом планирования акций сопротивления властям. В то время ещё не было газет как средства обмена информацией. Кроме того, в османских кафе распространялись различные слухи, ослабляющие и порочащие власть. В частности, страстные янычары превратили кофейни в свои штаб-квартиры для встреч и дискуссий о политических действиях. Некоторые янычары даже открывают собственные кафе со знаками отличия своей орты. Вот почему с 1760-х годов имперская администрация называла кафе «метафорой городского беспорядка и виновником проблем общества». В то время 95% кофеен принадлежали мусульманам, а 42% всех османских кофеен принадлежало янычарам.
Ограничения на кафе были наложены рядом османских султанов. Султан Мурад III первым запретил продажу бузы в кафе. Султан Мурад IV запретил кафе, но после его смерти они возобновили свою деятельность и в эпоху Кёпрюлю стали чрезвычайно популярными, где большинство мужчин проводили часы.
Османские кафе отличаются от западноевропейских тем, что в них не подают алкоголь, а в османских кафе не руководят женщины.